# وندیا گرو
وندیا گرو (به لاتین: Vandia Grove) یک شهرک در آفریقای جنوبی است که در City of Johannesburg Metropolitan Municipality واقع شده‌است.